# پداپالی
پداپالی (به انگلیسی: Peddapalli) یک منطقهٔ مسکونی در هند است که در تلانگانا واقع شده‌است. پداپالی ۲۶٫۱۹ کیلومتر مربع مساحت و ۴۱٬۱۷۱ نفر جمعیت دارد و ۵۰۸ متر بالاتر از سطح دریا واقع شده‌است.